# G2 (演出家)
G2（ジーツー、本名：非公表、1959年 - ）は、日本の劇作家、演出家。

## 来歴・人物
1987年、演劇ユニット「売名行為」の演出で舞台演出デビュー。1991年には「売名行為」の升毅や牧野エミらと劇団MOTHERを結成し、作・演出を手がける。（2002年解散）
1995年に演劇制作ユニット「G2プロデュース」の活動開始。1998年に有限会社ジーツープロデュースを設立。G2プロデュース公演のほか、松尾貴史とのユニット「AGAPE store」や、篠井英介らとの「3軒茶屋婦人会」などを手がける。
北九州芸術劇場との共同製作や新橋演舞場での時代劇や歌舞伎、ミュージカルの翻訳・訳詞も手掛けるなど、精力的に舞台公演の企画・制作活動を行っている。
2007年に演出をした「地獄八景‥浮世百景」にて、第7回バッカーズ演劇奨励賞を受賞し、2011年にも脚本を手掛けた歌舞伎「東雲烏恋真似琴」にて、大谷竹次郎奨励賞を受賞した。
2013年、G2プロデュースを解散し、社名もPREG株式会社と改めた。

## 主な作品

### 舞台
- G2produce「12人のおかしな大阪人」（1995年、演出）
- G2produce「12人の入りたい奴ら」（1997年、演出）
- 一郎ちゃんが行く。（1998年、2003年、演出）
- こどもの一生（1998年、演出）
- G2produce「止まれない12人」（1998年、2003年、演出）
- 人間風車（2000年、演出）
- AGAPE store「BIG BIZ 〜宮原木材危機一髪!〜」（2001年、2002年、演出）
- G2produce「天才脚本家」（2001年、演出）
- おじいちゃんの夏（2002年、2005年、作・演出）
- ダブリンの鐘つきカビ人間（2002年、2005年、演出）
- AGAPE store「BIGGER BIZ 〜絶体絶命!結城死す?〜」（2003年、2005年、演出）
- 3軒茶屋婦人会「ヴァニティーズ」（2003年、演出）
- G2produce「ゴーストライター」（2003年、作・演出）
- AGAPE store「しかたがない穴」（2004年、演出）
- MIDSUMMER CAROL ガマ王子 vs ザリガニ魔人（2004年、2008年、演出）
- G2produce「痛くなるまで目に入れろ」（2004年、作・演出）
- ハンブルボーイ（2004年、演出）
- G2produce「キャンディーズ」（2005年、作・演出）
- AGAPE store「仮装敵国」（2005年、演出）
- AGAPE store「BIGGEST BIZ〜最後の決戦!ハドソン川を越えろ〜」（2006年、演出）
- 3軒茶屋婦人会「女中たち」（2006年、演出）
- ミュージカル「OUR HOUSE」（2006年、演出）
- 開放弦（2006年、演出）
- 魔界転生（2006年、作・演出）
- ジェイルブレイカーズ（2006年、作・演出）
- 地獄八景‥浮世百景（2007年、演出）※落語の演目で3代目桂米朝が掘り起こした地獄八景亡者戯がテーマになっている。
- G2produce「ツグノフの森」（2007年、作・演出）
- 東京タワー 〜オカンとボクと、時々、オトン〜（2007年、演出）
- 憑神（2007年、作・演出）
- ミュージカル「THE LIGHT IN THE PIAZZA」（2007年、翻訳・演出）
- AGAPE store「からっぽの湖」（2008年、演出）
- A MIDSUMMER NIGHT'S DREAM（2008年、翻訳・演出）
- 3軒茶屋婦人会「ウドンゲ」（2008年、演出）
- フライパンと拳銃（2008年、作・演出）
- ミュージカル「スーザンを探して」（2009年、演出・翻訳・訳詞）
- AGAPE store「テーブル・マナー」（2009年、演出・翻訳）
- 江戸の青空（2009年、演出）
- ミュージカル「COCO」（2009年、演出・翻訳）
- G2produce「静かじゃない大地」（2009年、作・演出）
- ミュージカル「Nine The Musical」（2009年、演出・翻訳・訳詞）
- AGAPE store「残念なお知らせ」（2010年、演出）
- 相対的浮世絵（2010年、演出）
- おくりびと（2010年、演出）
- アリバイのない天使（2010年、作・演出）
- W 〜ダブル（2010年、脚本・演出）
- 今の私をカバンにつめて（2010年、演出）
- ギルバート・グレイプ（2011年、脚本・演出）
- ロング・ロスト・フレンド（2011年、作・演出）
- 3軒茶屋婦人会「紅姉妹」（2011年、演出[1]）
- 6月のビターオレンジ（2011年、作・演出）
- リタルダンド（2011年、演出）
- 新橋演舞場八月花形歌舞伎「東雲烏恋真似琴」（2011年、作・演出）
- 江戸の青空 弐 〜惚れた晴れたの八百八町〜（2011年、演出）
- 8人の女たち（2011年、脚本・演出）
- 灰色のカナリア（2012年、作・演出）
- ミュージカル「Bitter days，Sweet nights」（2012年、作・演出）
- こどもの一生（2012年、演出）
- 助太刀屋助六 外伝（2012年、作・演出）
- NO WORDS,NO TIME〜空に落ちた涙〜（2013年、作・演出）
- G2produce「デキルカギリ」（2013年、作・演出）
- 3軒茶屋婦人会「ブライダル」（2013年、作・演出）
- ミュージカル「マイ・フェア・レディ」（2013年、翻訳・訳詞・演出）
- ミュージカル「シルバースプーンに映る月」（2013年、作・演出）
- 今の私をカバンにつめて（2013年、演出）
- 歌芝居「芝浜」〜女の心意気〜（2013年、作）
- 明治座「コンダーさんの恋〜鹿鳴館騒動記〜」（2014年、作・演出）
- PACO〜パコと魔法の絵本〜（2014年、演出）
- フォレスト・ガンプ（2014年、上演台本・演出）
- ガラスの仮面（2014年、脚本・演出）
- オン・ザ・タウン（2014年、翻訳・訳詞）
- AGAPE store「君はフィクション」（2014年、脚本・演出）
- めんたいぴりり〜博多座版〜（2015年、演出）
- 嵐が丘（2015年、脚本・演出）
- 3軒茶屋婦人会「ス・ワ・ン」（2015年、作・演出）
- ドリアン・グレイの肖像（2015年、脚本）
- 博多座　石川さゆり特別公演「はかた恋人形」（2015年、作・演出）、「オンステージ」（2015年、構成・演出）
- 「ダブリンの鐘つきカビ人間」（2015年、演出）
- 「ベイビーさん」（2015年、演出）
- 「REPAIR」（2015年、作）
- AGAPE store「七つの秘密」（2016年、演出）
- 「天空の恋」（2016年、作・演出）
- 御宿かわせみ（2016年、脚本・演出）
- 「メルシー！おもてなし」（2016年、脚本・演出）
- ミュージカル「マイ・フェア・レディ」（2016年、翻訳・訳詞・演出）
- 「ガラスの仮面」（2016年、脚本・演出）
- ミュージカル 「バイオハザード 〜ヴォイス・オブ・ガイア〜」（2016年、脚本・演出）[2]
- 熱血!ブラバン少女。（2017年、作・演出）[3]
- モジリ兄とヘミング第一回公演「モジリ兄とヘミング」（2018年、作・演出）
- 薔薇と白鳥 （2018年、作・演出）
- Water by the spoonful（2018年、翻訳・演出）
- 新作歌舞伎「NARUTO-ナルト-」（2018年、2019年、脚本・演出）
- モジリ兄とヘミング第二回公演「オットセイ・オデッセイ」（2019年、作・演出）
- ハケンアニメ!（2019年、脚本・演出）
- 新作歌舞伎「風の谷のナウシカ」（2019年、演出）[4]
- ミュージカル ゴヤ -GOYA-（2021年、原案・脚本・作詞）
- コレット（2025年、脚本・作詞・演出）[5]

### テレビドラマ
- 田上トパーズ!（2014年、NHK大津放送局、脚本）